# 고객 개발
고객 개발(customer development)은 스티븐 게리 블랭크가 주장한 모델로서, 초기 단계에 있는 스타트업 기업을 위한 리스크 감소 방법론이다. 제품 뿐만 아니라 고객도 개발/개선의 대상이라는 것에 착안한다. 고객 개발은 스타트업 기업이 단지 대기업의 축소판이 아니라는 것을 전제로 한다. 초기 단계의 벤처는 새로운 도구와 기술을 필요로 한다. 요점은 다음과 같다. 잠재적인 고객과의 끊임없는 접촉, 제품을 가능한 빨리 출시하며 지속적으로 제품 개발 이터레이션을 해나가면서 고객의 피드백을 기반으로 해서 제품을 발전시켜나가는 것이다. 고객 개발은 네 단계로 이루어진다. 고객 탐색(Customer Discovery)은 고객이 현재 가지고 있는 문제점과 필요를 이해하는데 초점을 둔다. 고객 검증(Customer Validation)은 반복적으로 판매가 가능한 모델을 개발하는데 초점을 둔다. 고객 창조(Customer Creation)는 최종 사용자 수요를 만들고 궤도에 올리는데 초점을 둔다. 기업 빌딩(Company Building)은 조직을 학습하고 탐색하는 형태에서 실행을 위해 잘 기름칠된 기계와 같은 형태로 변환하는데 초점을 둔다. (Blank, 2006). 고객 개발 프로세스는, 애자일 개발 방법론을 사용하여, 제품을 개발하는 프로세스와 병행한다.
고객 개발의 주요 초점은:
1. 현장으로 나가라.(Get out of building) 매우 소수의 기술 스타트업만이 기술 부족으로 실패한다. 그들 대부분은 고객이 없어서 실패한다. 그러나 놀랍게도 몇몇 기업들은 그들의 고객(또는 잠재적인 고객)에 대해서 알려는 기초적인 시도를 너무나 늦게 시작한다. 고객 대신에 제품이나 기술에 집중하게 되기 쉽다. 사실(fact)은 사무실 밖에 있다. 사무실 안에 있는 것은 의견(opinion)이다.
2. 시장 유형(market type)에 대한 이론. 시장 유형은 왜 스타트업들이 맞이하는 상황이 서로 그렇게 다른지 설명해준다. 시장의 유형 세 가지는, 새로운 시장을 만들어내거나, 기존의 시장에 새로운 제품을 선보이거나, 기존의 시장을 재 분할(re-segmenting)하는 것이다. 만약 기존 시장에 진입하는 것이라면, 경쟁자는 기존 기업들일 것이다. 만약 새로운 시장을 만들어내는 경우라면, 시장이 형성되는데 몇 년이 걸릴 수도 있다.
3. 구체화된 것에 따라 제품을 위한 시장 탐색. 고객 개발은 초기 고객을 확보하기 위해 최소한의 기능 집합을 찾아내려고 노력한다.
4. 제품과 회사의 성장 단계. 고객 개발은 스타트업이 네 단계의 성장과정을 거친다고 가정한다. 고객 탐색(Customer Discovery. 제품을 원할만한 고객이 있는지 찾아보는 단계), 고객 검증(Customer Validation. 초기 제품을 판매하여 첫 수익을 내는 단계), 고객 창조(Customer Creation. 전통적인 스타트업이 시작되는 시기와 흡사한 단계), 기업 빌딩(Company Building. 캐즘을 넘기 위해 가속을 붙이고 관리를 재정돈하는 단계).
5. 학습과 반복(iteration) vs. 선형적 실행. 초기 단계에서는 스타트업 기업들은 어느 방향이 올바른지 찾아내는데 초점을 맞춘다. 그들은 무엇을 해야 하는지에 대한 단서를 전혀 가지고 있지 않다. 그리고 모든 것은 가정들이다. 전통적인 스타트업 모델에서는, 그들은 아마도 이 단계에서 자신의 제품을 공식적으로 출시할 것이다. 극적으로 실패하던 성공하던 말이다. 중대하고 큰 실패를 경험한 후에야 그들은 새로운 반복주기(iteration)를 시작할 것이다.
6. 성숙한 실행. 고객 개발에서의 지혜는, 스타트업은 제품 출시 이전에 먼저 학습하고 반복하는 마인드를 가지는 시간이 필요하다는 것이다. 이 시간 동안, 그들은 사실에 기반한 정보를 수집하고, 창립자나 투자자에게 곤란한 상황 없이  내부적으로 방향을 바꿀 수 있다.

## 참고 서적
- Steve Gary Blank, The Four Steps to the Epiphany, Cafepress.com
- Steve Gary Blank, The Startup Owner's Manual: The Step-By-Step Guide for Building a Great Company기업 창업가 매뉴얼, K & S Ranch